# Cide Almandri I
Cide Almandri I, (Alboácem ibne Ali Almandari), mais conhecido nas crónicas portuguesas, por Ali Almenderim, Almendarim ou Almandarim (Granada (Espanha) c. 1440 - 1494, Tetuão?) foi o arquitecto, Alcaide, e refundador de Tetuão, figura da luta muçulmana contra as instalações dos cristãos em Marrocos.
O nome de Almendarim refere-se nas crónicas portuguesas, a este alcaide, mas também a seu neto (ou sobrinho), Cide Almandri II.

## Espanha
Cide Almandri era um andalusino, que tinha aparentemente sido obrigado a partir para Marrocos. David Lopes diz dele, que em Espanha, "segundo parece, tivera papel importante nas lutas com os cristãos da Península Ibérica".

## Tetuão
Tetuão que "havia muitos anos (…) jazia em ruinas (…) foi povoada por emigrados muçulmanos do Reino de Granada, que fugiam ao ímpeto crescente dos Castelhanos. " Historiadores pretendem que seria depois da conquista de Granada, em 1492; "mas é tradição de Tetuão que o foi cerca de 1485. "
Segundo o historiador Skirej em 1483, 80 mouros de Granada tinham começado a construir casas na parte chamada Albalade, mas eram perseguidos pela tribo dos Beni Hozmar que reivindicavam a propriedade do lugar. Tendo sido informado de suas queixas, o Sultão Mulei Xeque emprestou 40 000 meticais e mandou 40 guardas de Fez e 40 do Rife para protegê-los. Também escreveu para o governador de Xexuão, Arraxide, fundador da cidade, pedindo-lhe que envie uma pessoa competente para a construção de um muro de proteção. Foi assim que Mohammed bin Ali Al Mandara, um comandante de origem andaluza veio então para a cidade onde se tornou governador e arquiteto. É considerado o verdadeiro fundador da cidade.
Essa restauração tinha o mesmo fim que a fundação de Xexuão, que era a luta muçulmana contra os cristãos. "A sua posição nas margens do Martin (Martil), não longe do mar, fez dêle a base principal no norte de Marrocos da guerra de corso, que antes fôra, sem que por isso deixasse de o ser também na de guerrilhas ".

## Inimigo dos portugueses
A maioria das crónicas portuguesas que falam de Marrocos durante essa época falam muito deste "famoso" alcaide, mas sobretudo do seu neto (ou sobrinho), seu sucessor, a quem dão o mesmo nome de Almendarim, confundindo-o com ele, este a maior parte do tempo associado ao alcaide de Xexuão, Barraxe, como se pode vêr nos artigos sobre os capitães ou governadores de Arzila, de Tânger, de Azamor, etc.
Estes alcaides, ao contrário do Rei de Fez Mulei Xeque que tinha feito pazes com os portugueses, eram os maiores inimigos destes últimos, até que Mulei Mafamede sucede a seu pai, em 1504. A partir de então é como aliados muçulmanos que combatem os cristãos.